# Barichneumon sorex
Barichneumon sorex är en stekelart som först beskrevs av Heinrich 1961.  Barichneumon sorex ingår i släktet Barichneumon och familjen brokparasitsteklar. Inga underarter finns listade.